# Токсин (Marvel Comics)
Токси́н (англ. Toxin) — супергерой комиксов издательства Marvel Comics. Является потомком Карнажа, третьим из наиболее известных симбиотов во вселенной Marvel, девятым симбиотом, появлявшимся в комиксах за пределами сюжетной линии Planet of the Symbiotes, и первым симбиотом, которого Человек-паук считал союзником, несмотря на несколько временных союзов с Веномом в прошлом. Первым носителем Токсина стал полицейский Па́трик Ма́ллиган (англ. Patrick Mulligan), вторым — самый известный носитель Венома, Э́дди Брок (англ. Eddie Brock), а третьим — подросток Брен Уо́терс (англ. Bren Waters).
На протяжении многих лет с момента своего первого появления в комиксах Токсин появлялся в других медиа-продуктах, в том числе кино и видеоиграх. В фильмах «Веном 2» (2021) и «Веном: Последний танец» (2024), которые входят в медиафраншизу «Вселенная Человека-паука от Sony», Патрика Маллигана сыграл Стивен Грэм.

## Биография
Карнаж произвёл потомство: третьего симбиота. Он испытывал одну лишь неприязнь и ненависть к новорождённому отпрыску ещё до того, как тот появился на свет, опасаясь, что тот станет намного сильнее, и в целом испытывая отвращение при мысли о родах. Веном узнал о «беременности» Карнажа, и разыскал своего родственника, чтобы поговорить о новом симбиоте. В то время как Карнаж решил убить своего потомка, как только тот родится, Веном делал всё возможное для защиты нового симбиота, с намерением воспитать его как своего напарника. Также Веном был обеспокоен тем, что, будучи 1000-м симбиотом в их родословной, новый симбиот потенциально может стать ещё более жестоким из-за генетического сбоя.

### Патрик Маллиган
Патрик Маллиган был одним из лучших полицейских Нью-Йорка, однако напряжённая работа, а также непростая обстановка в семье (его жена Джина была беременна их первым сыном Эдвардом) омрачали его существование. Однажды ночью во время дежурства он наткнулся на место, где Карнаж отложил потомство. Карнаж искал носителя для него, чтобы симбиот не попал под опеку Венома, обратив внимание на Маллигана. Карнаж решил убить и Маллигана, и симбиота, поскольку они ещё не были достаточно сильны, чтобы сформировать сверхмощный костюм наподобие костюмов Венома и Карнажа. Веном по-прежнему надеялся использовать этого нового симбиота в качестве напарника и яростно сражался с Карнажем, защищая Маллигана и симбиота, которого он нарёк Токсином в честь себя. Первое время Маллиган не понимал, что с ним произошло. Вскоре симбиот Токсина стал достаточно взрослым, чтобы обрести сознательное мышление и силу и сформировать костюм на теле Маллигана. После того, как Карнаж напал на Джину и Эдварда в их доме, Маллиган понял, что Токсин представляет опасность как для него самого, так и для его семьи. Во время последовавшей за этими событиями трёхсторонней конфронтации между Веномом, Карнажем и Токсином Веном понял, что Маллиган посвятил жизнь борьбе с преступностью, а Токсин перенял его взгляды. Когда стало ясно, что Токсин находился на уровне своих предшественников, и при этом всё ещё развивался, Веном и Карнаж заключили временное перемирие, чтобы уничтожить Токсина. Человек-паук стал свидетелем финального противостояния симбиотической троицы и помог Токсину. После того, как они отбились от Венома и Карнажа, Токсин поведал Человеку-пауку о том, что произошло. Человек-паук одобрил его деятельность, и Токсин принял жизнь стража порядка, борясь со своими базовыми симбиотическими побуждениями. Маллиган покинул свою жену и ребёнка, а также ушёл из полиции, чтобы попытаться смириться со своей новой жизнью.
В 2005 году, после того как Человек-паук присоединился к Новым Мстителям, Marvel выпустила ограниченную серию комиксов про Токсина из шести выпусков, в которой Токсин сражался с различными суперзлодеями, сбежавшими с Рафта из-за событий, развернувшихся в начале серии New Avengers. На протяжении шести выпусков Маллиган пытался держать Токсина под контролем, поскольку носитель и симбиот нередко конфликтовали друг с другом. Он противостоял таким противникам как Королевская Кобра, Крушитель, Забивальщик и Бритвенный кулак. В какой-то момент сожительство в одном теле с симбиотом стало чрезвычайно тяжёлым для Маллигана, который попытался покончить жизнь самоубийством, бросившись под поезд. Симбиот вмешался в последний момент и спас Маллигана, заявив, что тот на самом деле не хочет умирать. Сам Токсин выразил сомнение относительно выживания без носителя. В дальнейшем Бритвенный кулак убил отца Маллигана, однако выследивший его Токсин отказался убивать преступника и передал его полиции. В конечном итоге Маллиган помирился с со своей женой и заключил соглашение с симбиотом: Токсин пообещал передать контроль Маллигану в обмен на то, что он будет получать два часа на «развлечения» каждую ночь. Тем не менее, в течение этих двух часов Токсину было запрещено совершать крупные кражи, поджоги или убийства.
Маллиган был убит Блэкхартом, после чего симбиот Токсин оказался в подземной лаборатории в Лас-Вегасе.

### Эдди Брок
Подчинённый Криминального мастера Джек-Фонарь начал шантажировать Венома, заставив его выкрасть Токсина. Во время развернувшейся драки с сотрудниками службы безопасности Джек-Фонарь забрал симбиота и скрылся. Выяснилось, что Блэкхарт связал части Токсина с клонами Икс-23, а также сохранил небольшой образец симбиота в пробирке, поскольку ему требовалась «плоть пришельца» в качестве ингредиента в ритуале по перемещению ада на Землю.
Наряду с Веномом, Анти-Веномом , Гибридом и его сестрой Скорн, Токсин был упомянут как один из способов усмирения Карнажа на Среднем Западе после поражения Мстителей. Тем не менее, американские военные не смогли обнаружить Токсина, и единственными, кому было под силу остановить Карнажа были симбиоты-гибриды и Скорн.
После убийства Гибрида и Крик, Эдди Брок последовал за Веномом в штаб-квартиру Криминального мастера в рамках его плана по уничтожению всех симбиотов. Во время битвы между Веномом и подчинёнными Криминального мастера, последний захватил Брока и насильно связал его с симбиотом Токсином. Брок присоединился к Дикой шестёрке, чтобы сразиться с Веномом, однако сильно обгорел в сражении.
Эдди и Токсин в конечном итоге выследили Венома и обнаружили группу существ, называемых «убийцами симбиотов». Веном и Токсин были вынуждены объединить усилия, чтобы сразиться с «убийцами», после чего Токсин согласился оставить Венома в покое, а Брок вновь начал действовать под именем «Смертельный защитник».
Брок и Токсин вернулись в мини-серии Marvel Carnage в рамках импринта All-New, All-Different Marvel, где Брок служил в оперативной группе во главе с Джоном Джеймсоном в надежде поймать Карнажа, который прятался в шахте, в то время как Токсин являлся «планом Б». Внешний вид симбиота Токсина изменился, из-за чего тот стал напоминать Агента Венома с красным бронежилетом. Тем не менее, в конечном итоге Брок потерял костюм, когда Карнаж завладел книгой Даркхолд, чтобы воскресить Хтона, а Брок пожертвовал симбиотом в сражении с последним.

### Брен Уотерс
Токсин вернулся во время мини-серии King in Black: Planet of the Symbiotes. Его новым носителем стал подросток Брен Уотерс.

## Силы и способности
Токсин обладал уникальными способностями обоих предшествующих ему симбиотов: он может прилипать к стенам (это стало возможным благодаря тому, что Человек-паук был носителем Венома), способен менять внешний облик, а также имеет неограниченное количество паутины. Когда носителем симбиота был Патрик Миллиган, Токсин покрывал его торс красной жидкостью, в то время как нижняя половина и руки были чёрными. После того, как симбиот перешёл в распоряжение Эдди Брока, Токсин стал напоминать комбинацию Венома и Карнажа — с красной жидкостью по всему телу, тогда как ноги и руки имели более тёмный оттенок. Также Токсин может сливаться с окружением и становиться незаметным подобно своему дедушке Веному, а также создавать твёрдое оружие из конечностей как Карнаж. У Токсина, по всей видимости, есть ускоренная регенерация, о чём свидетельствует быстрое заживление ран после первого столкновения с Бритвенным кулаком. Токсин в состоянии выследить кого угодно — не только других симбиотов или их носителей — в пределах всего Нью-Йорка при наличии зацепок.
В отличие от многих других симбиотов, Токсин не пытался завладеть разумом своего носителя. Вместо этого Токсин делится с ним мнением по каким-либо вопросам. Симбиот предпочитает общаться, когда его носитель находится в своей «человеческой форме», и ведёт себя очень незрело и по-детски из-за недавнего появления на свет, однажды отказавшись помочь Миллигану в битве, пока тот не извинится за ранее сказанные слова. Кроме того, он, по-видимому, легче переносит шум и высокую температуру по сравнению с Карнажем, однако это не делает его более устойчивым к насилию: он может увлечься борьбой с преступностью, даже если кто-то совершил незначительное преступление. Находясь в состоянии спокойствия, Токсин выглядит стройным и гладко обрамляющим тело носителя, хотя и с выступающей мускулатурой, напоминая костюм симбиота Карнажа или Человека-паука. В моменты агрессии он обретает более крупную и сильную форму, как Веном, с острыми клыками и длинными изогнутыми когтями. После слияния с Эдди Токсин развил ядовитый укус.

## Вне комиксов

### Кино
- Стивен Грэм исполнил роль Патрика Маллигана в фильме «Веном 2» 2021 года, действие которого разворачивается в рамках медиафраншизы «Вселенная Человека-паука от Sony»[21][22]. Молодого Маллигана сыграл Шон Делани[23]. Здесь он был представлен как детектив Департамента полиции Сан-Франциско, который начал носить слуховой аппарат после столкновения с Фрэнсис Бэррисон. Маллиган пытается привлечь Эдди Брока к расследованию дела Клетуса Кэседи. Впоследствии попадает в эпицентр битвы между Веномом и Карнажем, в которой, по всей видимости, погибает. Тем не менее, Маллиган оживает после поглощения частицы симбиота, в то время как его глаза начинают светиться синим цветом.
- Грэм повторил роль Маллигана в фильме «Веном: Последний танец» 2024 года[24]. В результате контакта с Карнажем он получает симбиота Токсина, который в конечном итоге покидает его тело, оставив Патрика умирать. Позже Маллигана захватывает группа, посланная правительственной организацией «Империум», доставляет его в Зону 51 и соединяет с безымянным зелёным симбиотом. В момент атаки на базу Ксенофагов Налла Маллиган жертвует собой, спасая Венома.

### Видеоигры
- Версия Токсина Патрика Маллигана появляется в игре Marvel: War of Heroes (2012)[25].
- Версия Токсина Эдди Брока появляется в игре Marvel Heroes (2013) в качестве альтернативного скина Венома[25].
- Вариант Токсина, получивший название Карном, появляется в качестве игрового персонажа и босса в Lego Marvel Super Heroes 2 (2017)[26]. Эта версия появилась на свет после того, как Зелёный гоблин 2099 использовал осколок Нексуса Всех Реальностей для объединения симбиотов Венома и Карнажа. Первоначально Карномом управлял Гоблин, но после победы над ним, тот освободился и бросился в погоню за Гоблином в отместку за жестокое обращение.
- Версии Токсина Патрика Маллигана и Эдди Брока являются игровыми персонажами в Spider-Man Unlimited (2014).
- Версия Токсина Брена Уотерса появляется в игре Marvel: Future Fight (2015)[25].

### Товары
- Были изготовлены две фигурки Токсина. Первая, которая вышла в последней серии линейки Spider-Man Classic, представляет собой версию Патрика Маллигана[27]. Вторая, выпущенный в рамках серии Spider-Man Legends 2014 года, представляет собой воплощение Эдди Брока.
- В рамках линейки Web of Spider-Man была выпущена фигурка Токсина Патрика Маллигана для HeroClix.
- Голова и рука симбиота Токсина идут в комплекте с фигуркой Альтрона в линейке фигурок Marvel Mashers от Hasbro.
- В 2014 году Hasbro выпустила фигурку Токсина в комплекте с головой и пламенем Ultimate-версии Зелёного гоблина[28].
- В 2018 году Funko Pop выпустила фигурку Токсина под номером 354[29].
- В 2020 году была выпущена 6-дюймовая эксклюзивная фигурка Marvel Legend Fan-Channel Marvel, изображающая воплощение Токсина Патрика Маллигана[30].
- Также были выпущены одеяла и шляпы с изображением Токсина Патрика Маллигана, однако все они были ошибочно отнесены к Карнажу[31].

## Коллекционные издания
| Название                  | Материал                                                                                   | Дата публикации | ISBN           |
| ------------------------- | ------------------------------------------------------------------------------------------ | --------------- | -------------- |
| Toxin: The Devil You Know | Toxin #1-6                                                                                 | Ноябрь 2005     | 978-0785118046 |
| Extreme Carnage           | Extreme Carnage: Toxin и Extreme Carnage: Alpha, Scream, Phage, Riot, Lasher, Agony, Omega | Февраль 2022    | 978-1302932077 |

## Критика
Токсин занял 4-е место среди «20 самых могущественных симбиотов» по версии Comic Book Resources. Screen Rant поместил Токсина на 6-е место среди «13 самых могущественных симбиотов Marvel Comics». В топе «9 самых могущественных симбиотов во вселенной Marvel» от Collider Токсин занял 5-е место.